# Церковь Лизогуба
Церковь Лизогуба (церковь Иакова) или Усыпальница Якова Лизогуба (укр. Церква Лизогуба (Церква Якова)) — придельный храм, пристроенный в 1701 году к Успенскому собору Елецкого монастыря в Чернигове. Представляет собой церковь-усыпальницу казацких полковников Лизогубов; памятник архитектуры местного значения.

## История
Решением исполкома Черниговского областного совета народных депутатов трудящихся от 28.04.1987 № 119 присвоен статус памятник архитектуры местного значения с охранным № 35/2-Чг под названием Усыпальница Якова Лизогуба на территории Елецкого монастыря.

## Описание
Входит в комплекс сооружений Елецкого Успенского монастыря — участок историко-архитектурного заповедника Чернигов древний, расположенный на Елецкой Горе — улица Князя Чёрного, 1.
За время пребывания в должности черниговский полковник Яков Лизогуб совершил значительное церковное строительство. В 1698 году он начал сооружение усыпальницы в Успенском соборе Елецкого монастыря. Здесь его и похоронили, когда он умер (19 августа 1698 года), а строительство завершил его сын Ефим. После освящения, которое состоялось 14 сентября 1701 года, усыпальница получила название церкви Иакова. Далее этот храм стал усыпальницей семьи Лизогубов. Богослужение здесь проводили редко. В нём размещались богатая монастырская ризница и библиотека с архивом монастыря, пока их не уничтожил пожар 21 января 1869 года.
Часовня построена очень тактично относительно собора — размер её соответствует размеру галереи, ранее находившейся возле храма. Высота строения вместе с крышей достигает почти половины высоты стен храма. Сейчас над часовней два невысоких барабана, ранее была и третья — над западной частью.